# Буяк, Францишек
Францишек Буяк (пол. Franciszek Bujak, 25 ноября 1896, Закопане, Цислейтания — 11 сентября 1975, Закопане, Новосонченское воеводство) — польский лыжник и двоеборец, участник первых зимних Олимпийских игр.

## Спортивная биография
Францишек Буяк родился в 1896 году в городе Закопане в семье Йозефа и Франциски Карпал. 
В 1914 году окончил школу деревообрабатывающей промышленности. С 12 лет активно участвовал в различных лыжных соревнованиях. Сначала он выступал за клуб Łyżwistów, а с 1913 года перешёл в SN PTT Zakopane. 
В 1914—1915 годах находился в составе польских легионов, а с 1916 по 1917 год обучал солдат армии Австро-Венгрии лыжной подготовке. В 1920 году Буяк закончил службу в польской армии.
В 1924 году представлял Польшу на первых в истории зимних Олимпийских играх во французском городе Шамони. Как и большинство других спортсменов выступил в нескольких видах спорта. В лыжном двоеборье Буяк не смог завершить соревнования, упав во время тренировочного прыжка с трамплина. В лыжных гонках польский спортсмен показал результат 1:42:13,0, что позволило ему занять лишь 27-е место.
Также Буяк выступал на двух чемпионатах мира по лыжным гонкам, но лучшим результатом было только 14-е место в гонке на 50 км в 1927 году.
После окончания спортивной карьеры в разные годы был вице-президентом клуба SN PTT Zakopane, владельцем спортивного магазина, судьёй на международных спортивных соревнованиях, входил в оргкомитет двух чемпионатов мира по лыжным видах спорта, проходивших в Закопане (1939, 1962).
Умер в 1975 году, похоронен на Новом кладбище в Закопане.

## Личная жизнь
- Женат, есть две дочери — Эва и Анна.
- Младший брат — Йозеф Буяк — участник зимних Олимпийских игр 1928 года в лыжных гонках.